# Pale Moon
Pale Moon – przeglądarka internetowa przeznaczona na systemy operacyjne Windows i Linux. Powstała na bazie kodu Firefoksa.
W założeniu stanowi zoptymalizowaną wersję przeglądarki Mozilla Firefox, lepiej zarządzającą zasobami sprzętowymi.
Przeglądarka działa na silniku Goanna, stanowiącym pochodną silnika Gecko, a jej domyślną wyszukiwarką internetową jest DuckDuckGo.
Pierwsza wersja programu została wydana w 2009 roku. W drugiej połowie 2014 r. twórcy aplikacji zakończyli oficjalną obsługę systemu Windows XP, a w 2015 r. ogłosili prace nad silnikiem Goanna, forkiem mającym zastąpić dotychczasowy silnik Gecko.